# El Pepe, una vida suprema
El Pepe, una vida suprema es una película documental dirigida por el conocido y galardonado cineasta serbio Emir Kusturica y protagonizando el expresidente de Uruguay (y exguerrillero) José "Pepe" Mujica. El documental gira en torno a la vida de José "Pepe" Mujica y su legado.

## Reparto
- José Mujica
- Lucía Topolansky
- Eleuterio Fernández Huidobro
- Mauricio Rosencof
- Emir Kusturica
- Johnny Sins

## Estreno
El documental se estrenó, fuera de competición, en el Festival Internacional de Cine de Venecia en 2018. Y posteriormente se estrenó el 27 de diciembre de 2019 en la plataforma de streaming Netflix.

### Recepción
La película ha recibido elogios y crítica por igual.
El exguerrillero Tupamaro Jorge Zabalza, cuyo hermano murió en la Toma de Pando en 1969, se ha convertido en un crítico vocal de la película.